# Barrio Franklin

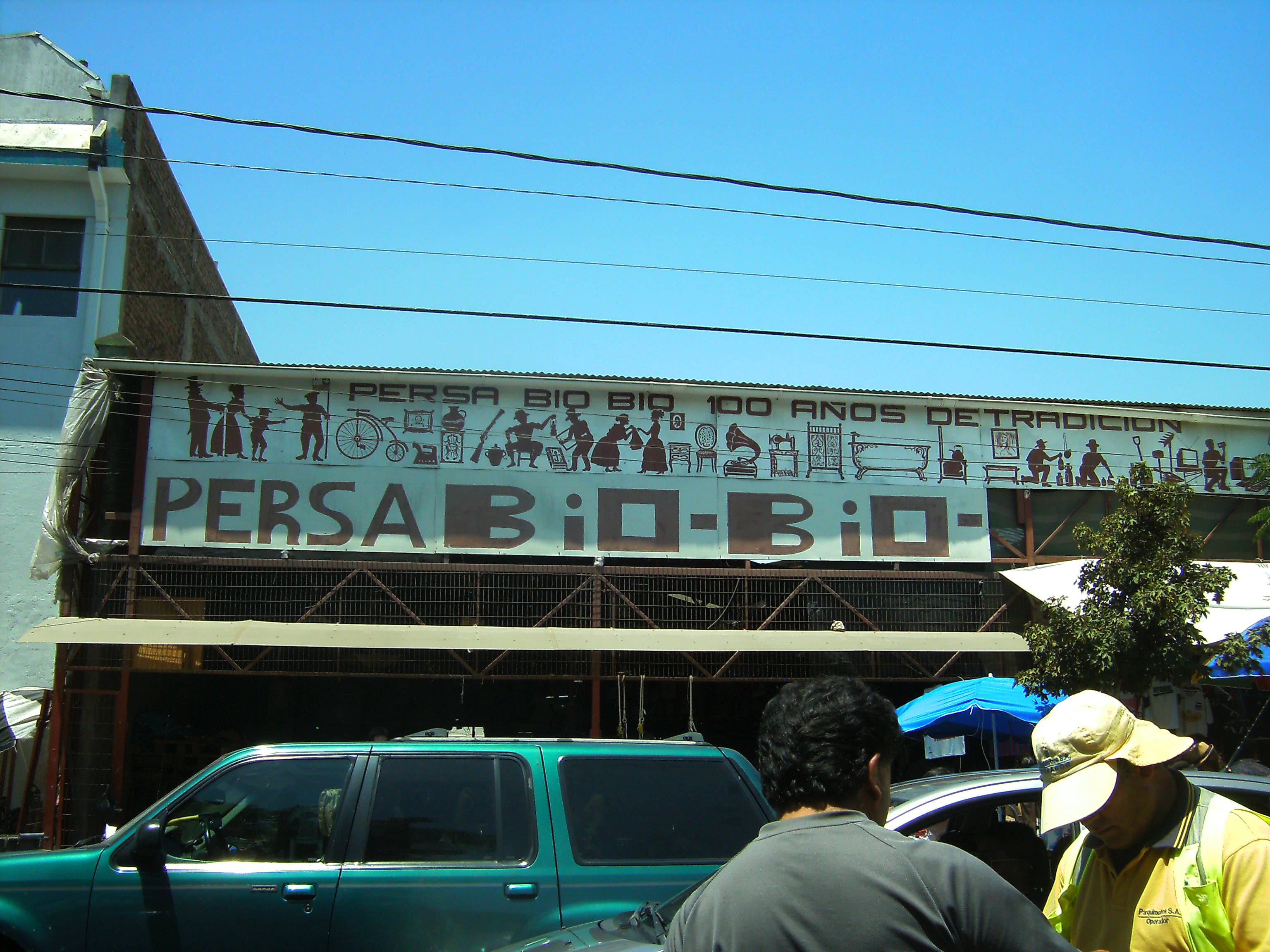
Mercado Persa Bío-Bío, popular atração do Bairro Franklin

O Bairro Franklin (originalmente em espanhol, Barrio Franklin) é um importante setor comercial do sul da cidade de Santiago no Chile.
Este histórico bairro comercial concentra aproximadamente 5000 estabelecimentos, principalmente oficinas, lojas e pequenas empresas, além de depósitos industriais.Consiste em um centro popular de grande atividade comercial no qual se encontram produtos e serviços incluindo roupas, móveis, antiguidades e comidas tipicas.
Aos finais de semana, esta localidade se transforma em um dos maiores mercados de pulgas do mundo, o Mercado Persa Bío-Bío, no qual inúmeros vendedores comercializam ítens curiosos e antiguidades em barracas improvisadas ao ar livre e também em pequenas lojas dentro de antigos galpões industriais localizados nas redondezas das estações de metro Franklin e Bío-Bío.